# GroEL/GroES
GroEL/GroES en Escherichia coli es un complejo proteico de aproximadamente 1 MDa formado por GroEL y GroES que ayuda en el plegamiento de otras proteínas que han sufrido cambios en su estructura tridimensional y química tales como, la exposición de residuos hidrofóbicos al medio que normalmente se encuentran en el interior de una proteína. 
GroEL/GroES depende de ATP para llevar a cabo su actividad. El complejo es capaz de enlazar proteínas con pesos moleculares no mayores de 70 kDa.
GroEL es una chaperonina del grupo 1, que actúa en compañía de una cochaperonina llamada GroES. Cada monómero de GroEL tiene tres dominios bien definidos:
- El dominio apical, posee una agrupación de residuos hidrófobos involucrados en el reconocimiento de los péptidos desnaturalizados. Estos residuos también están involucrados en la unión con GroES.
- El dominio intermedio ejerce de transmisor de las señales que se producen entre los dominios ecuatorial y apical y traslada los cambios conformacionales que ocurren en el dominio apical, como consecuencia de la unión del ATP y el GroES.
- El dominio ecuatorial acoge al sitio de unión de ATP.

La estructura de GroES es más simple; cada monómero tiene una estructura de barril de láminas beta. En el lugar de interacción con GroEL tiene un gran lazo desordenado que se une a GroEL generando en él un cambio conformacional. 

## Mecanismo funcional de GroEL/GroES
Tras muchos experimentos se ha determinado el funcionamiento de GroES/GroEl.
1. Los residuos hidrofóbicos que están en el dominio apical reconocen y unen todos los residuos hidrofóbicos que se encuentran a su alrededor. Como las proteínas celulares que se encuentran en solución mantienen los residuos hidrofóbicos en el interior de su estructura, la exposición de éstos significa que esas proteínas no se encuentran plegadas correctamente. Este mecanismo de reconocimiento es muy simple e inespecífico. De ahí el amplio rango de proteínas a las que asiste en su plegamientoGroES.
2. El ATP se une en el dominio ecuatorial a un monómero de un anillo de GroEL. Esto desencadena una cadena de señales: debido a la cooperatividad positiva, el resto de monómeros de ese anillo también unen ATP. Sin embargo, y debido a una cooperatividad negativa, el otro anillo de GroEl es incapaz de unir moléculas de ATP a sus monómeros. Después, se envía una señal desde el dominio ecuatorial de cada sub unidad que ha unido ATP, a través del dominio intermedio hasta el dominio apical, en este se produce un cambio conformacional que permite la unión de la cochaperoninaGroES.
3. Esto hace que aumente la cavidad dentro del anillo de GroEL, y además, sella la cavidad. Entonces, los residuos hidrofóbicos que hasta ahora interaccionaban con el polipéptido desnaturalizado lo hacen ahora con el lazo desordenado de GroES. En este estado, y aislado del exterior (libre de interacciones con otras substancias) el polipéptido puede intentar plegarse por sí mismo utilizando la información codificada en su secuencia primaria.
4. Las moléculas de ATP unidas en todas las subunidades del anillo se hidrolizan. Esto relaja la unión de GroES a GroEL y envía una señal al segundo anillo para indicarle que ya puede unir ATP. Esta unión se produce y ocurre exactamente lo mismo que en el punto 2. Antes de esto, un segundo polipeptido desnaturalizado puede haberse introducido en el segundo anillo. La unión de ATP permite también que otra molécula de GroES se una a este segundo anillo, formando un complejo simétrico, con una cochaperonina unida a cada anillo de GroEL.
5. Como consecuencia se libera la cochaperonina del primer anillo y el polipéptido encerrado en aquel. El primer anillo está dispuesto para recibir otro polipéptido desnaturalizado.